# Raymond Massol
Raymond Charles Massol (Aubervilliers, 29 giugno 1927 – Sully-sur-Loire, 15 dicembre 2010) è stato un pallanuotista francese.
Ha rappresentato la Francia alle Olimpiadi estive di Londra 1948.